# West Chinnock
West Chinnock es una localidad situada en la autoridad unitaria de Somerset, en Inglaterra (Reino Unido). Según el censo de 2021, tiene una población de 600 habitantes.